# Hogna mabwensis
Hogna mabwensis là một loài nhện trong họ Lycosidae.
Loài này thuộc chi Hogna. Hogna mabwensis được Carl Friedrich Roewer miêu tả năm 1959.